# Четвертак (фильм)
«Четвертак» (англ. Two Bits) — американский фильм-драма 1995 года режиссёра Джеймса Фоули с Аль Пачино, Мэри Элизабет Мастрантонио и Джерри Бароне в главных ролях. Название отсылает к американскому слэнгу два бита, означающему четверть доллара. Основан на полубиографическом сценарии Джозефа Стефано.

## Сюжет
Америка. 1933 год. Дженнаро, младший член итальянской семьи,  горит  желанием оказаться в только что открывшемся кинотеатре «Ла Палома».  Но билет туда стоит 25 центов, а у него  денег нет. Положение кажется безнадёжным, но его дедушка  с самого утра утверждает, что  умрет до конца дня  и оставит внуку монету номиналом в те самые  в 25 центов.

## В ролях
- Джерри Бароне — Дженнаро[2]
- Мэри Элизабет Мастрантонио — Луиза  Спирито[2]
- Аль Пачино  — дедушка[2]
- Энди Романо[англ.] — доктор Бруна
- Джефф Пирсон  — доктор Уилсон

## Награды и номинации
Young Artist Awards 1996
- Лучший семейный фильм-драма — номинация
- Лучший молодой актёр  (Джерри Бароне) — номинация